# Sørvágsvatn
Sørvágsvatn er med sine 3,56 km² Færøernes største sø og ligger på den sydlige del af Vágar mellem Miðvágur og Sørvágur. Søen ligger 32 meter over havet, men fra en bestemt vinkel ser det ud, som om den ligger hundrede meter over havet, da klippen mellem søen og havet er 100 meter høj.
Selvom landsbyen Miðvágur ligger tættere på søen end Sørvágur blev søen opkaldt efter sidstnævnte, formentlig fordi Sørvágur blev bebygget før Miðvágur. 
Søen har en længde på ca. 6 kilometer og er maksimalt 800 meter bred og med sin 59 meters dybde samtidtig Færøernes dybeste sø. 
I syd bliver søen afvandet af åen Bøsdalaá og vandfaldet Bøsdalafossur, hvorefter det løber ud i Atlanterhavet. Stranden er for det meste stejl og løse småsten, men den nordlige ende af søen har en sandstrand.
På den modsatte side ligger Færøernes eneste indlandsbygd Vatnsoyrar. Samtidig er der på dette sted, søens eneste sandstrand, mens resten af kysten er stenet.
Søen bliver også kaldt Leitisvatn af nogle, ofte dem der kommer fra bygden Miðvágur, men eftersom at Sørvágur er den ældste bygd, er det den retfærdige ejer af vandet.

## Historie
Sørvágur er sammen med Bøur og Sandavágur anset for at være en af de tre oprindelige landnámsbygdir (landnámsbygder) på Vágar, som de første nybyggere grundlagde i vikingetiden. Disse oprindelige landnámsbygdir delte øen mellem sig i tre lige store størrelser på 60 mørk. En opdeling af øen i tre lige dele anbringer Sørvágsvatn indenfor bygdegrænserne for Sørvágur og derfor er søen opkaldt efter denne bygd.
I nærheden af vandfaldet Bøsdalafossur, ligger klippen Trælanípa, hvorfra man i vikingetiden kastede uarbejdsdygtige træller i havet.
Mens Færøerne under den 2. verdenskrig var besat af Storbritannien, blev søen i den første besættelsestid benyttet som flyveplads for søfly og kort tid efter blev Vágar Lufthavn anlagt.

## Turisme
Der er en vandresti på begge sider af søen (gummistøvler anbefales). Den relativt lette tur byder på udsigt over Koltur, Hestur, Sandoy, Skúvoy og Suðuroy. Hotel Vágar ligger i nærheden og søen betragtes som en attraktiv å blandt lystfiskere. Fiskekort kan købes på turistinformationen i Miðvágur.

## Galleri
- Sørvágsvatn
- Sørvágsvatn
- Sørvágsvatn